# Gina Krog

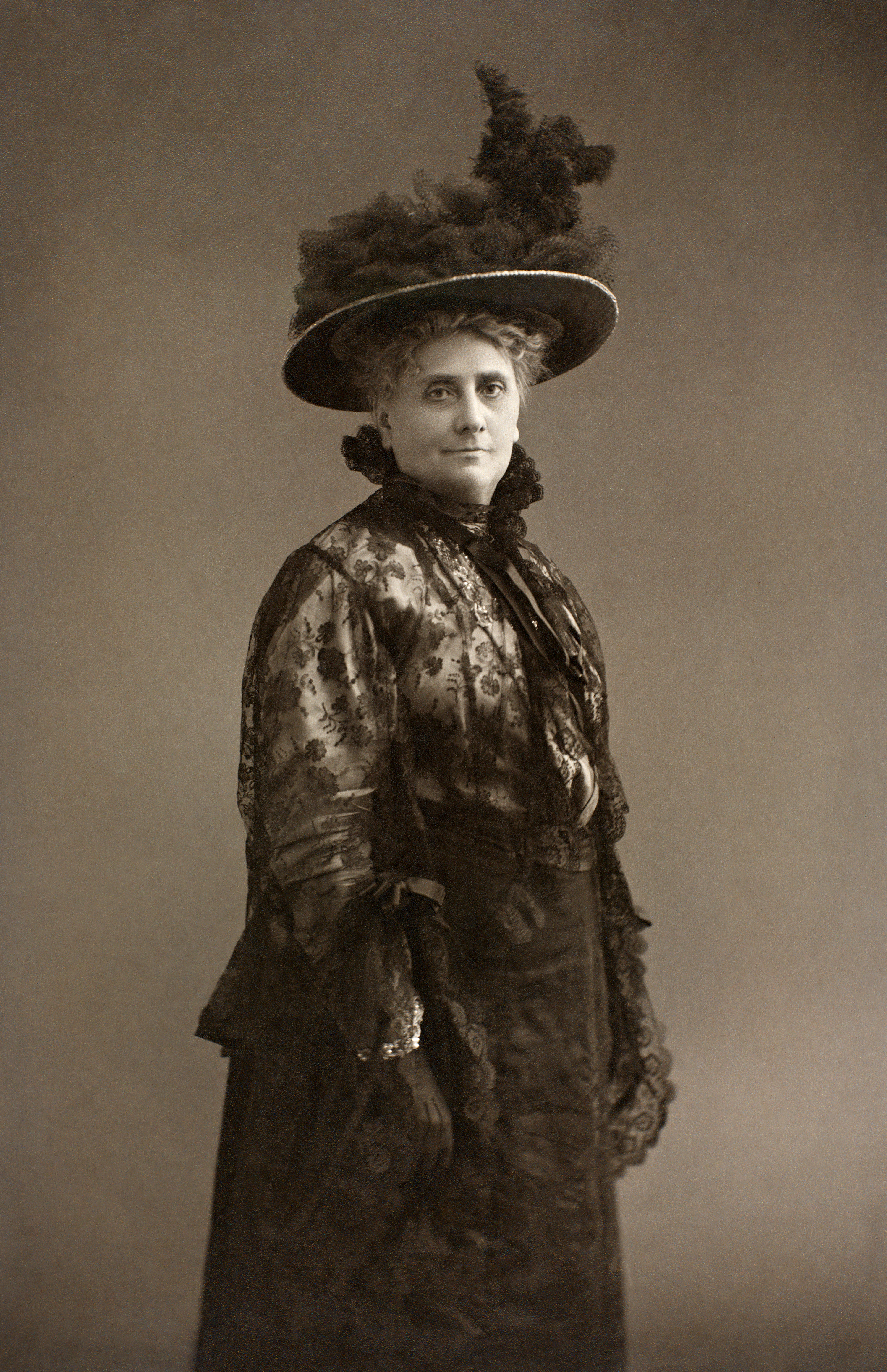
Gina Krog vers la fin de sa vie.

Gina Krog, née le 20 juin 1847 et morte le 14 avril 1916, est une professeure, une personnalité politique et une féministe norvégienne. Elle est une figure centrale du mouvement de libération des femmes en Norvège étant particulièrement investie dans les luttes pour l'obtention du droit à l'éducation ainsi que dans celui du droit de vote des femmes. Elle cofonde les organisations Kvindestemmeretsforeningen (Association pour le droit de vote des femmes) en 1885 puis l'Association nationale pour le droit de vote des femmes (LSKF) en 1897. 
Elle est la belle-sœur de la féministe Cecilie Thoresen Krog.